# Hypopetalia pestilens
Hypopetalia pestilens es una especie de odonato anisóptero de la familia Austropetaliidae, el único representante del género Hypopetalia.
Es endémica de Chile. El medio ambiente en el cual viven estas libélulas son ríos, estando amenazadas por la pérdida de hábitats.